# 日本保健医療大学
日本保健医療大学（にほんほけんいりょうだいがく、英語: Japan University of Health Sciences）は、埼玉県幸手市幸手1961-2に本部を置く私立大学。2010年創立、2010年大学設置。
幸手市の誘致のもと、幸手北キャンパスは2005年（平成17年）3月に閉校となった幸手市立幸手東小学校の校舎を改修、幸手南キャンパスは2013年（平成25年）3月に閉校となった埼玉県立幸手高等学校の校舎を改修して大学のキャンパスとして活用している。設立発表当初は日本医療福祉大学にする予定であったが、同県に存在する日本医療科学大学と混同する事を防ぐために現在の名称になった。本学の前身となる学校は無い。

## 沿革
- 2007年（平成19年）12月27日 - 幸手市と（仮）日本医療福祉大学準備会会長との間で大学設置合意書を締結し、誘致開始。
- 2008年（平成20年）
  - 7月1日 - （仮）日本医療福祉大学から日本保健医療大学へ名称変更。
  - 10月 - 認可申請取下げ及び開学1年延期。
- 2009年（平成21年）10月30日 - 開学。文部科学大臣から「日本保健医療大学」の設置及び「学校法人共済学園」の設立が認可される。
- 2010年（平成22年）4月 - 開校。
- 2016年  (平成28年) 2月 - 学校法人共済学院に法人名を変更。
- 2017年（平成29年）4月 - 旧埼玉県立幸手高等学校所在地に幸手南キャンパスを設立し、理学療法学科を設置。

## 役員
- 理事長　澁井義徳
- 学長　　名取道也

## 学部

### 保健医療学部
看護学科
（幸手北キャンパス 埼玉県幸手市幸手1961-2）
理学療法学科
（幸手南キャンパス　埼玉県幸手市平須賀2-555）

## 交通アクセス

### 幸手北キャンパス
- 東武鉄道日光線幸手駅から徒歩約20分
- 幸手駅よりスクールバス ※2022年3月31日付で路線バス廃止により同年4月1日より運行

### 幸手南キャンパス
- 東武鉄道日光線杉戸高野台駅から徒歩約20分
- 杉戸高野台駅よりスクールバス ※2022年3月31日付で路線バス廃止により同年4月1日より運行